# Lloró
Lloró è un comune della Colombia facente parte del dipartimento di Chocó.

## Storia
Il centro abitato venne fondato da Pascual Rovira y Picot nel 1674, mentre l'istituzione del comune è del 13 dicembre 1955.
È il luogo più piovoso della Terra, con una piovosità media annua di 13.300 millimetri e una temperatura media annua di 28 °C.

## Economia
- Le miniere (oro e platino): le quali ormai non rappresentano più la principale fonte di ricchezza della città, a causa dell’eccessivo sfruttamento dei giacimenti che avuto luogo nel passato.
- L'agricoltura (ananas, riso, manioca, banane, cacao e altri frutti).

## Siti turistici
- Centrale idroelettrica La vuelta.
- Il fiume Capá e il suo affluente Mumbaradó.
- Il tempio principale della sede comunale.

## Feste popolari
Vergine del Carmine, dal 12 al 16 luglio.

## Corregimientos
- El Cajón
- Carmen de Surama
- Irabubú
- La Playita
- San Lorenzo
- Sesego
- El Tigre
- Urabará